# 森口朗
森口 朗（もりぐち あきら、1960年6月1日 - ）は、日本の教育評論家、元東京都職員。ハッピー・サイエンス・ユニバーシティのアソシエイト・プロフェッサー（准教授相当）。

## 経歴
1960年、大阪府生まれ。1984年、中央大学法学部を卒業。佛教大学大学院通信教育部教育学研究科修士課程を修了。東京都庁に入り、下水道局、衛生局に勤務。1995年に都内の小学校に転出。養護学校、都立高等学校を経て、2005年再び東京都庁に勤務。2016年、都庁を退職し教育改革の言論活動に専念する。
学者：藤田英典、内藤朝雄、森田洋司らのいじめ理論を基礎に『いじめの構造』を執筆し、特に内藤の理論をベースに独自の「スクールカースト」の概念を導入した。今までの論者が素通りしてきたこの概念を取り入れて、森口は修正藤田モデルという四分類を作った。これによりいじめのモデルはかなり整理され、見通しが良くなり、そして分類毎にいじめの発生するメカニズムを考察し、具体的な対策を提示した。10年間の学校現場と20数年の都庁での調査・研究を基に教育への改革と救済が必要と主張している。

## 評価
- 和田秀樹は『いじめの構造』についての書評で、精神科医の立場から「いじめ対処の妥当な解答を与えていて、精神分析の自己愛理論にもかなった名解説である。」と評価した[11]。
- 後藤和智は『いじめの構造』についての書評で「"スクールカースト"という新しい概念を定義し説明している。」「"いじめ"を社会学、心理学的に捉えるための足がかりとして、極めて貴重な文献に仕上がっている。」「まさに"いじめ学"の入門書といえる」と評価した[12]。
- 雑誌『SAPIO』2011年2月9・16日号に書籍『日教組』の書評が掲載された[13]。

## エピソード
- 小学校時代には低学力児童のための学級（小学校3～4年の時、促進学級）に入っていたことで底辺児童の救済のための生きる体験を持っている[14]。
- 卒業式や入学式では一人で起立して国歌を斉唱したこともあり、教育での国家観の大切さを主張している[15]。
- 都立高校在職時に国旗国歌に関して東京都教育委員会の方針を批判して都庁に戻る[16]。

## 著書

### 単著
- 『早期教育は父親が仕切れ』（東洋出版、1997年7月）ISBN 978-4-80967227-9
- 『偏差値は子どもを救う』（草思社、1999年10月）ISBN 978-4-79420922-1
- 『大切なことはみんな芸能界が教えてくれる』（扶桑社、2001年2月27日）ISBN 978-4-5940-3082-7
- 『授業の復権—学校再生の切り札』（新潮新書、2004年3月20日）ISBN 978-4-10-610057-4
- 『戦後教育で失われたもの—教育崩壊をもたらした「戦後教育」の罪を炙り出す。』（新潮新書、2005年8月20日）ISBN 978-4-10-610129-8
- 『いじめの構造—教室を蝕むスクールカーストとは何か?』（新潮新書、2007年6月18日）ISBN 978-4-10-610219-6
- 『教師は生まれかわる—教育現場を変える新しい考え方』（幸福の科学出版、2007年6月30日）ISBN 978-4-87688-577-0
- 『日教組—戦後教育を牛耳ってきた組織のカネ・思想・犯罪』（新潮新書、2010年12月17日）ISBN 978-4-10-610397-1
- 『なぜ日本の教育は間違うのか—復興のための教育学』（扶桑社新書、2012年3月2日）ISBN 978-4-5940-6557-7
- 『校内犯罪(いじめ)からわが子を守る法—教室を無法地帯にしないために』（育鵬社、2012年12月13日）ISBN 978-4-5940-6697-0
- 『自治労の正体—地方行政を歪めている巨大組織の実態に迫る』（扶桑社新書、2017年11月2日）ISBN 978-4-5940-7848-5
- 『誰が「道徳」を殺すのか—徹底検証「特別の教科 道徳」—』（新潮社新書、2017年9月13日）ISBN 978-4-10-610783-2
- 『左翼老人—冷戦思考から抜け出せない悲しき人たち』（扶桑社新書、2019年3月2日）ISBN 978-4-5940-8157-7
- 『売国保守—ニセ保守こそが日本をダメにする』（扶桑社新書、2019年12月27日）ISBN 978-4-5940-8380-9
- 『税をむさぼる人々』（扶桑社新書、2020年12月25日）ISBN 978-45940-8683-1
- 『愛国左派宣言』（青林堂、2021年5月25日）ISBN 978-479260702-9
- 『左翼商売－日本の隅々にまで行き渡る左翼思想の毒』（扶桑社新書、2021年12月）ISBN 978-459408885-9
- 『左翼の害悪』（扶桑社新書、2022年12月）ISBN 978-4594093372
- 『奴隷国家ニッポン　欧米と中韓のズル賢さを見習おう』（扶桑社新書、2024年4月）ISBN 978-4594095819

### 共著
- 和田秀樹、小浜逸郎、河上亮一ほか全11人『息子を犯罪者にしない11の方法』（草思社、2000年8月）ISBN 978-4-79420995-5

## 雑誌寄稿など
- 「暴走を止めよ」『フォーサイト』2004年7月17日発売 8月号
- 「教師免許更新制にするために 森口朗」『フォーサイト』2006年09月16日発売 10月号
- 「新しい教科書で読む教育行政」『月刊 悠＋（はるかプラス）』2010年8月号
- 「いじめ問題で優先すべきは"被害者の保護"」『心とからだの健康』Vol.15 No.156 (発売日2011年01月15日)
- 「日教組をゾンビにした真犯人」桜井裕子との対談『歴史通』ワック、2011年3月号
- 「人権＆平和も怖くない～「橋下徹」という効用」『正論』産経新聞社、2012年8月号
- 「【誌上討論】大阪・桜宮高校入試中止問題 橋下裁定は"英断"か"暴挙"か」『正論』産経新聞社、2013年4月号
- 「朝日の謝罪は教育界正常化の一里塚」『WiLL』ワック、2014年11月号
- 「ますます遠ざかる大学入試／森口朗」『新潮45』2016年6月号
- 「地方行政を疲弊させる『自治労』の正体」『ZAITEN（ザイテン）』2017年12月01日発売2018年1月号
- 「いまこそ「道徳」を大人が語ろう」『波』新潮社、2018年10月号[17]
- 「道徳教育に欠ける"人格とは何か"」『月刊WiLL』、2019年6月号
- 「経営者も労働者も追い詰める危険なユニオン」『ジャパニズム53』青林堂、2020年2月8日